# Neorossia leptodons
Neorossia leptodons (лат.) — вид головоногих моллюсков из рода Neorossia семейства Sepiolidae (Rossiinae) отряда Sepiolida. Обитает в юго-западной части Тихого океана, от Нового Южного Уэльса до Южной Австралии на глубинах от 130 до 1110 м.
N. leptodons проявляет половой диморфизм. Самки длина мантии самок до 77,5 мм, а мантия известных науке самцов не превышает в длину 42 мм.
Типовой образец был собран в Большом Австралийском заливе, Южная Австралия. Хранится в Музее Виктории в Мельбурне. Для оценки охранного статуса вида недостаточно данных.